# La Bastida (Kastylia i León)
La Bastida – gmina w Hiszpanii, w prowincji Salamanka, w Kastylii i León, o powierzchni 18,53 km². W 2011 roku gmina liczyła 30 mieszkańców.